# La Meilleraie-Tillay
La Meilleraie-Tillay ist eine französische Gemeinde mit 1.489 Einwohnern (Stand: 1. Januar 2022) im Département Vendée in der Region Pays de la Loire. Sie gehört zum Arrondissement Fontenay-le-Comte und zum Kanton Les Herbiers (bis 2015: Kanton Pouzauges). Die Einwohner werden Melletois genannt.

## Geographie
La Meilleraie-Tillay liegt etwa 40 Kilometer ostnordöstlich von La Roche-sur-Yon am Lay, der die Gemeinde einmal diametral durchschneidet. Umgeben wird La Meilleraie-Tillay von den Nachbargemeinden Le Boupère im Norden und Nordwesten, Pouzauges im Norden, Montournais im Osten und Südosten, Réaumur im Süden und Südosten, Tallud-Sainte-Gemme im Süden, Chavagnes-les-Redoux im Südwesten sowie Monsireigne im Westen.

## Geschichte
1827 wurden die bis dahin eigenständigen Gemeinden La Meilleraie und Tillay zusammengeschlossen.

## Bevölkerungsentwicklung
| Jahr                      | 1962 | 1968 | 1975 | 1982 | 1990 | 1999 | 2006 | 2013 |
| Einwohner                 | 1377 | 1359 | 1479 | 1462 | 1504 | 1499 | 1511 | 1590 |
| Quelle: Cassini und INSEE |      |      |      |      |      |      |      |      |

## Sehenswürdigkeiten
- Kirche Saint-Martin
- Wallburg
- Herrenhaus Le Puy Morin